# آنیبال گونسالس پاس
آنیبال گونسالس پاس (اسپانیایی: Aníbal González Paz‎؛ – ۱۶ ژانویهٔ ۱۹۹۱) فیلم‌بردار و عکاس اهل آرژانتین بود.
از فیلم‌ها یا مجموعه‌های تلویزیونی که وی در آن‌ها نقش داشته‌است، می‌توان به خانه فرشته اشاره نمود.